# اجورثیا کریسانتا
اجورثیا کریسانتا (نام علمی: Edgeworthia chrysantha) نام معمول به ژاپنی میتسوماتا (به ژاپنی: 三椏 ミツマタ) یا بوتهٔ کاغذ شرقی (به انگلیسی: Oriental Paperbush) نام یک گونه از گیاهان گلدار برگریز است. خاستگاه اصلی این گیاه جنوب کشور چین و هیمالیا است. اجورثیا کریسانتا دارای شاخه‌های نازکی است و شکل گل به لانهٔ زنبور شباهت دارد. به سبب اینکه تمامی شاخه‌ها در انتها به سه شاخه منشعب می‌شود این گیاه به ژاپنی میسوماتا یا سه شاخه نامگذاری شده‌است. گل قبل از برگ‌ها شکوفا می‌شود. در فصل پاییز برگ درخت ریزش پیدا کرده و غنچه در انتهای تمامی شاخه‌ها به وجود می‌آید. این غنچه‌ها قبل از برگ در اوایل بهار شکوفا می‌شوند. گل آن معطر است. گل به رنگ زرد طلایی است اما در انواع باغبانی آن از نارنجی تا شنگرفی (نارنجی مایل قرمز) تنوع رنگی وجود دارد. پوست این درخت جهت ساخت کاغذ سنتی ژاپنی استفاده می‌شود و به این هدف کشت و زرع می‌شده‌است. امروزه با وجود کم شدن تولید کاغذ سنتی ژاپنی این گیاه هنوز محبوبیت خود را از دست نداده و جهت استفاده از زیبایی درخت کاشت می‌شود. ورود این گیاه به ژاپن در زمان‌های قدیم بوده و نام آن در مان‌یوشو (جمع‌آوری شده از اواسط قرن هفتم تا اواسط قرن هشتم میلادی) به چشم می‌خورد.

## نگارخانه

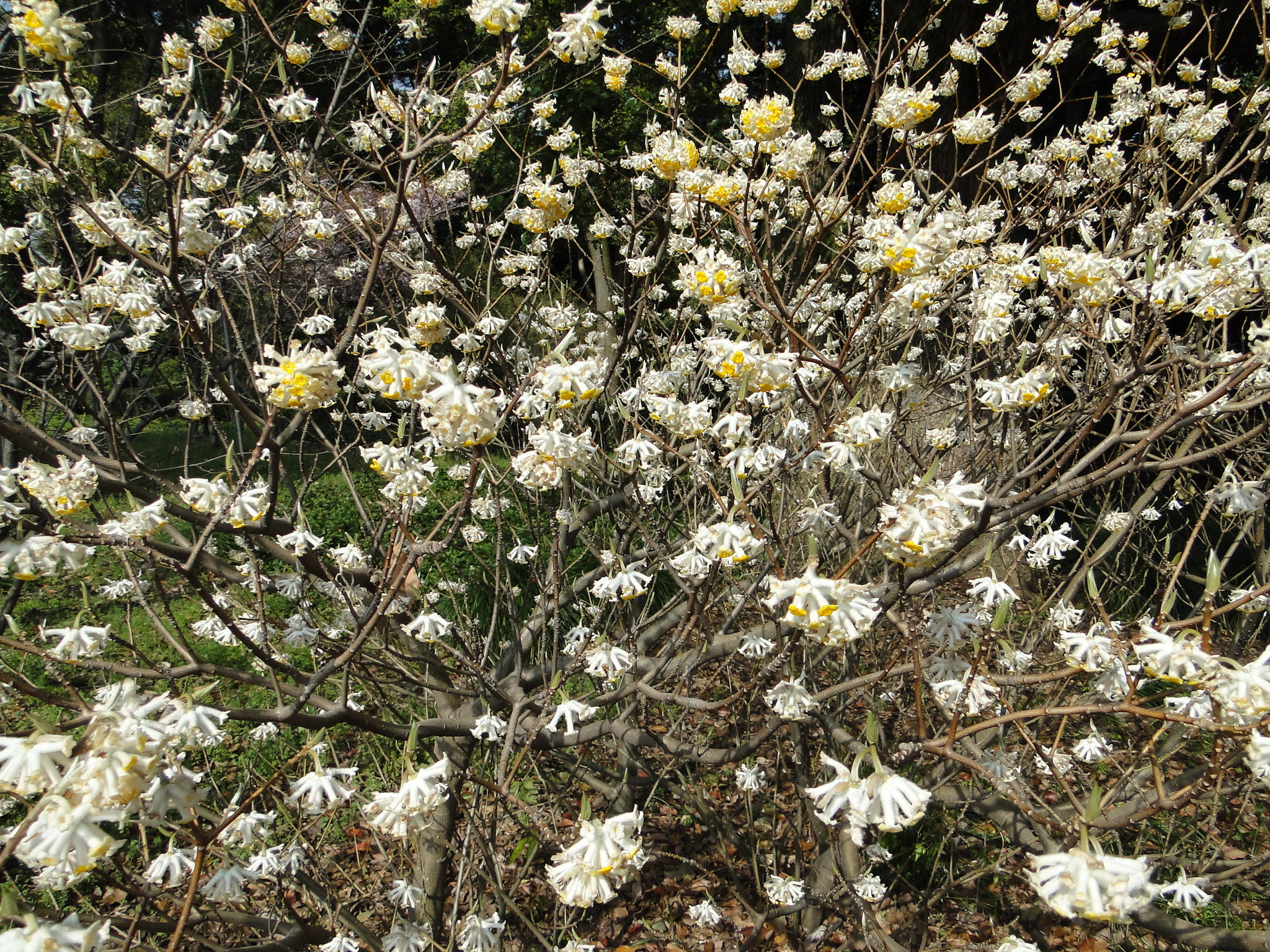
Edgeworthia chrysantha گل‌های در باغ کاخ امپراتوری توکیو، توکیو
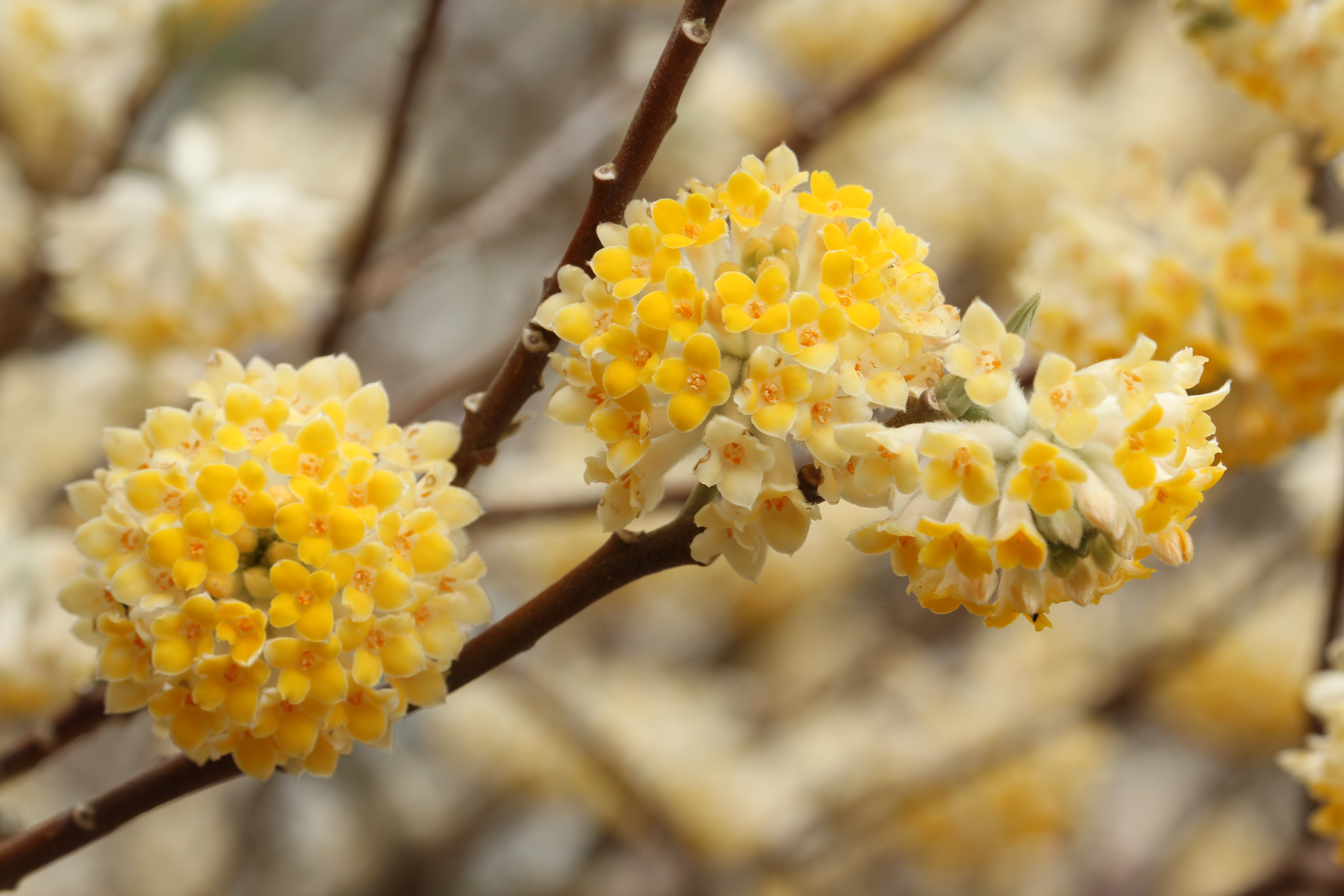
نمای نزدیک از گل
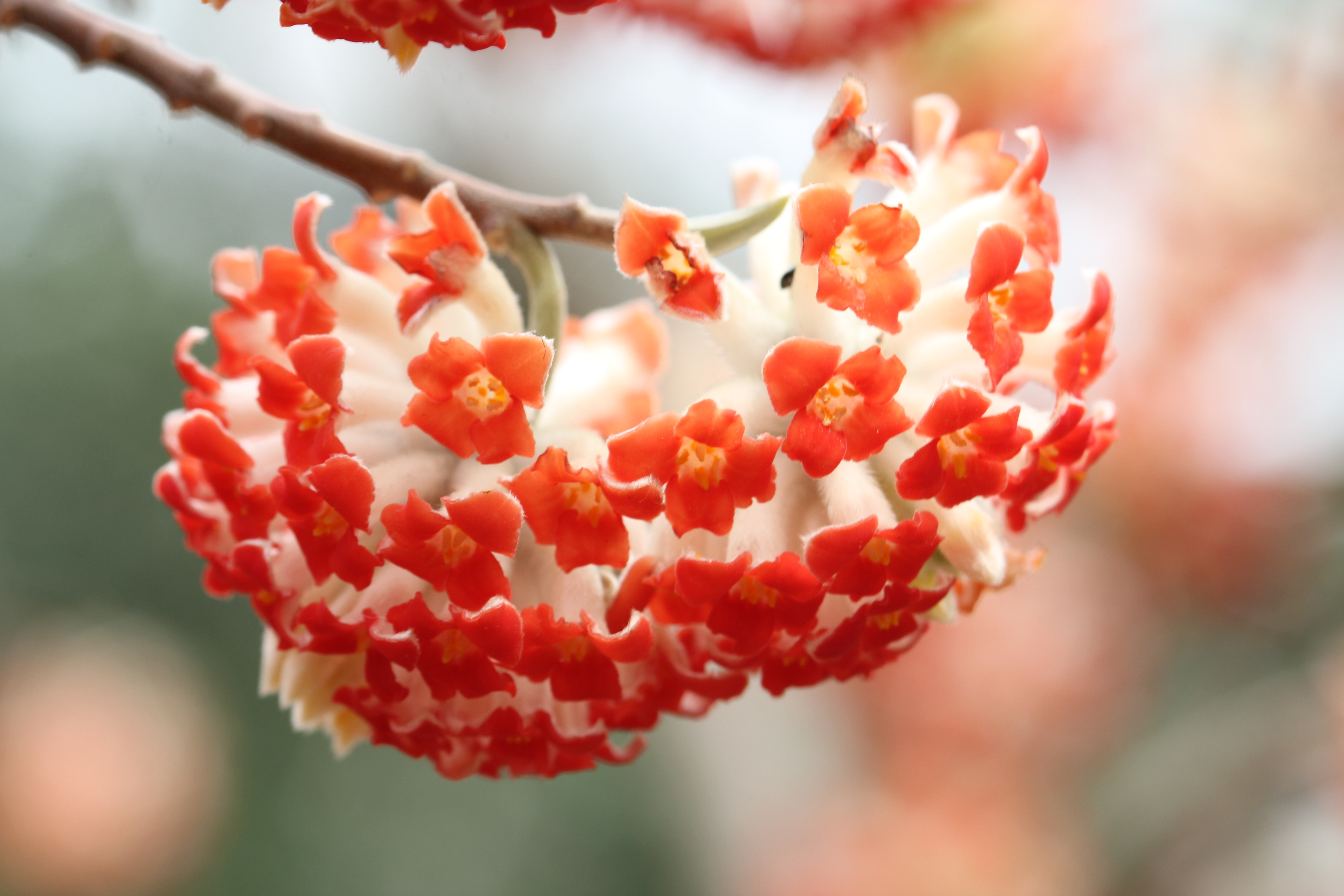
نمای نزدیک از گل
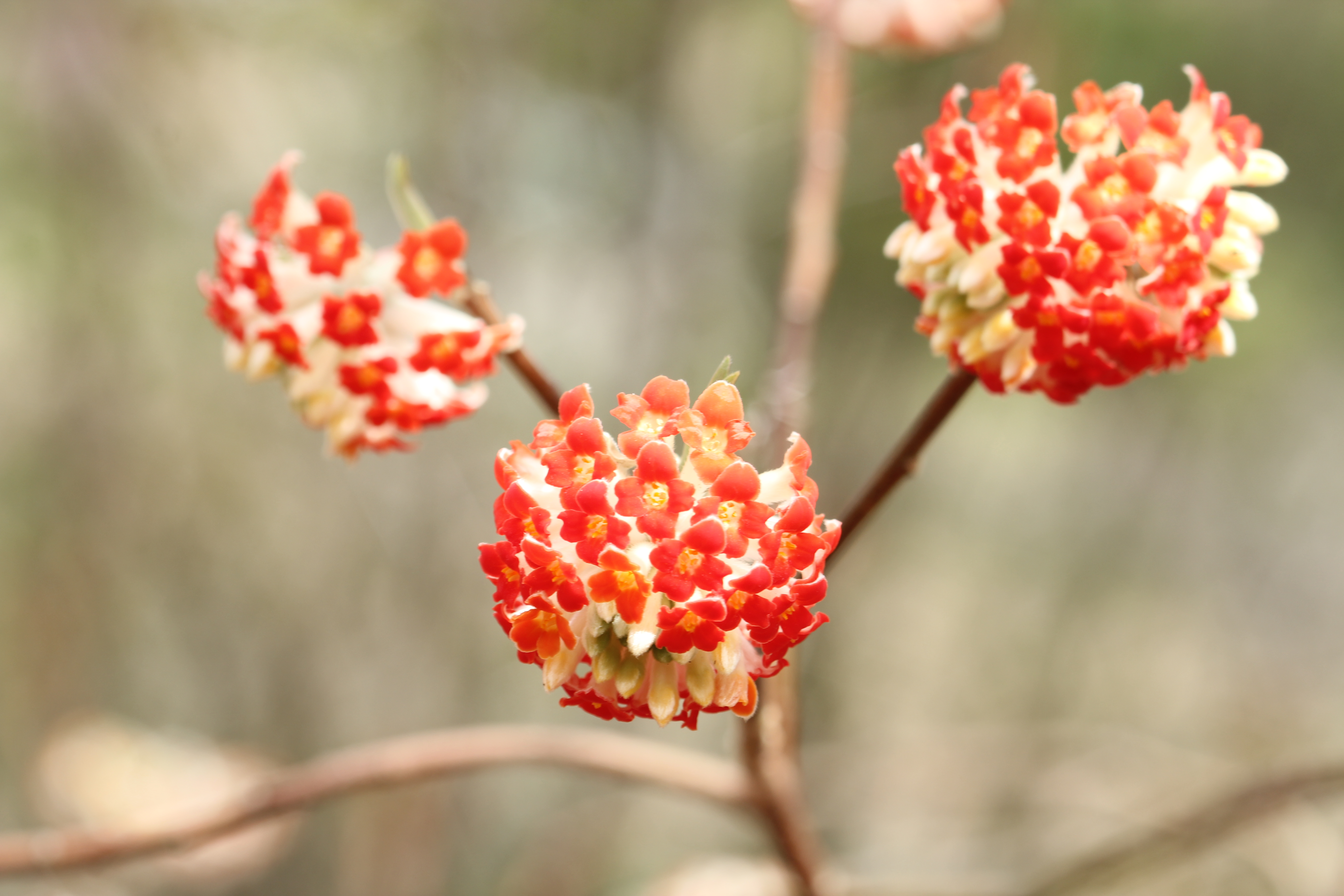
نمای نزدیک از گل